# Корнеля-Ел Прат
Корнеля-Ел Прат (на испански: Estadi Estadi Cornellà-El Prat) е футболен стадион в Каталуния, Испания. На него домакинските си мачове играе отборът на РКД Еспаньол. Другото име на клуба е RCDE Stadium (от името на клуба – RCD Espanyol Barcelona), като преди това е носил и имена на спонсори – Power8 Stadium (2014 – 2016) и Stage Front Stadium (2023 – 2024). Намира се между градовете Корнеля и Ел Прат, откъдето идва и името му. С капацитет от 40 000 души това е десетият по големина стадион в Испания и третият в Каталуния.
Построен е в периода от 2003 до 2005 година и за построяването му са отделени 60 милиона евро. Открит е официално на 2 август 2009 година в мач, в който РКД Еспаньол побеждава ФК „Ливърпул“ с 3:0.
След смъртта на капитана на клуба Даниел Харке на 8 август 2009 година, само шест дни след откриващия мач, се появява предложение за преименуване на стадиона на негово име, но това така и не се осъществява.
През юни 2023 „Еспаньол“ и американската компания за технологии за продажба на билети Stage Front постигат споразумение за спонсорство и за преименуване на стадиона на Stage Front. На 1 юли 2024 г. стадионът е преименуван на RCDE Stadium поради прекратяване на договора с предишния собственик.
На стадиона концерти са изнасяли Роби Уилямс, „Рамщайн“ и „Блек Айд Пийс“.

## Галерия
- Стадионът отвътре
- Стадионът на 1 март 2011 година
- Стадионът отвън
- Трибуна за феновете на „Еспаньол“